# Pussy

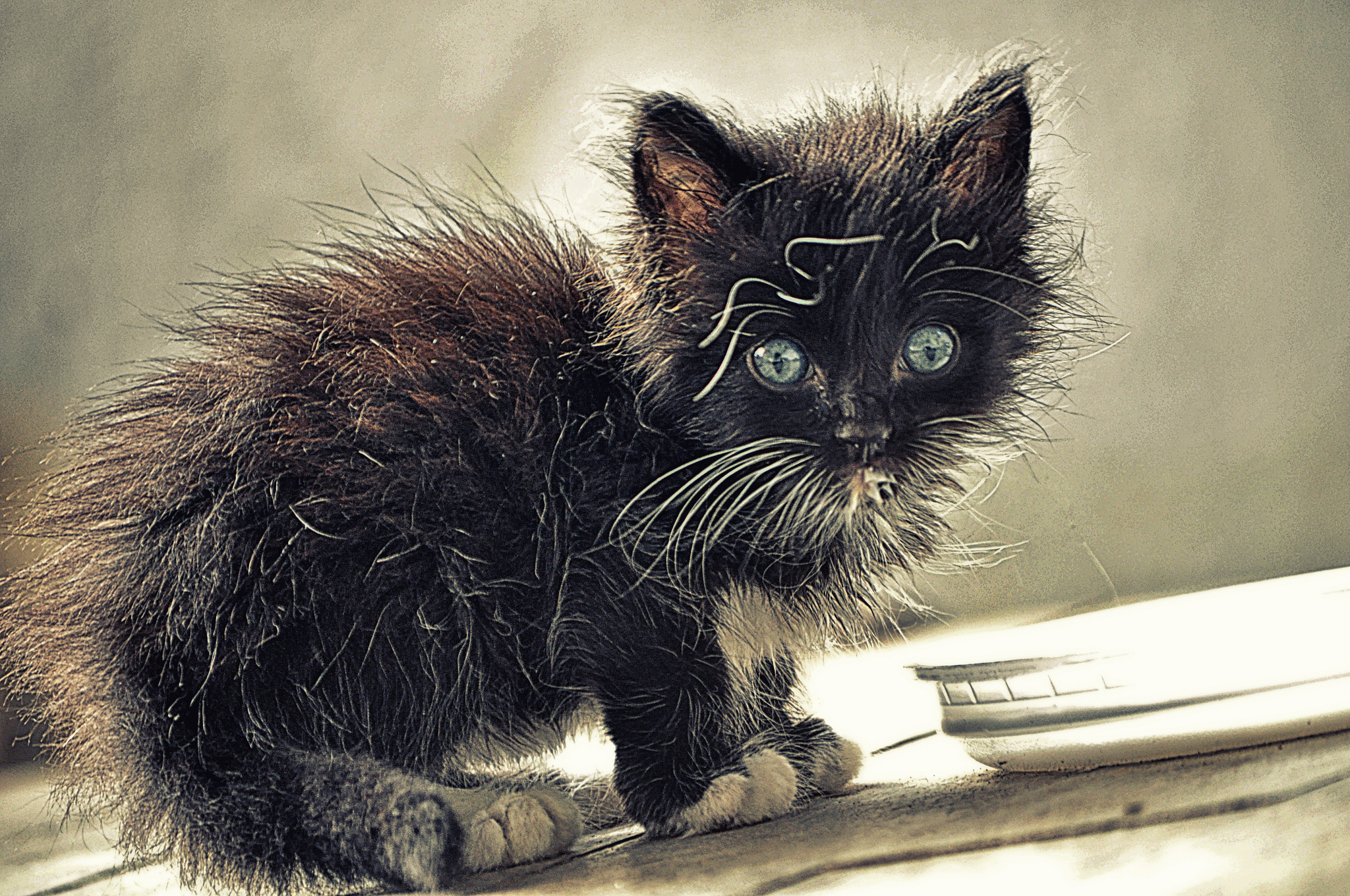
Từ pussy có thể được dùng để chỉ con mèo.

Pussy là một danh từ, một tính từ và hiếm khi sử dụng như một động từ trong tiếng Anh. Từ này thường được sử dụng như một tiếng lóng, một uyển ngữ hoặc như một từ mang nghĩa thô tục. Về danh từ, "pussy" thường dùng để chỉ "mèo", "hèn nhát hoặc yếu đuối", cũng như "âm hộ", "âm đạo" hoặc "cả âm hộ và âm đạo của con người", ngoài ra còn có "quan hệ tình dục với phụ nữ" (ít thông dụng hơn). Do bản thân từ này bao gồm cả nghĩa bình thường lẫn thô tục, chính vì vậy mà "pussy" thường là một từ lộng ngữ.
Từ nguyên của từ này không hoàn toàn rõ ràng. Một số nghĩa của từ này có lịch sử hoặc nguồn gốc hoàn toàn khác nhau.